# Камалфар, Захра
Захра Камалфар (англ. Zahra Kamalfar) — иранская беженка, получившая известность тем, что с двумя детьми прожила в терминале Московского Международного аэропорта Шереметьево десять месяцев, с мая 2006 года по 14 марта 2007 года.

## История
Захра Камалфар была участницей политических протестов в Иране, за что была арестована в 2004 году, как и её муж, дальнейшая судьба которого, по словам представителя Ирано-Канадского конгресса, неизвестна (по словам самой Захры, он был казнён уже к весне 2005 года). С помощью родных Захре с детьми — дочерью Аной и сыном Давудом — удалось в 2005 году, во время двухдневного отпуска из тюрьмы, бежать из Ирана и добраться через Турцию и Россию до Германии. Однако после прибытия во Франкфурт германское правительство отказало семье Камалфар в политическом убежище. Поскольку путевые документы были признаны поддельными, а семья прибыла во Франкфурт из Москвы, она была депортирована германскими властями назад в Россию. Поскольку и российское правительство отказалось принять Захру и её детей, они провели сначала 13 месяцев в депортационном центре при аэропорте «Шереметьево», а после его закрытия — десять месяцев в транзитной зоне самого аэропорта. Всё это время они спали на полу, мылись в общественном туалете и питались продуктами, пожертвованными авиакомпаниями. От недостатка витаминов дети постоянно болели.
В ноябре 2006 года российские власти попытались возобновить процесс депортации и отправить семью Камалфар в Иран, из-за чего Захра и Ана попытались покончить с собой. Депортации воспрепятствовали представители общественных организаций, обратившиеся за помощью в Управление Верховного комиссара ООН по делам беженцев. Сюжет о семье Камалфар вышел в эфир на канале CNN. В январе 2007 года Захра с детьми направила просьбу о предоставлении вида на жительство в Канаду, где с 1997 года проживает её брат Надер. В марте просьба была удовлетворена, и семья была отправлена авиарейсом из Москвы в Торонто, а оттуда в Ванкувер.
Пресса снова обратила внимание на историю Захры Камалфар шестью годами позже, когда в московском аэропорту оказался новый беженец без действительного международного паспорта — Эдвард Сноуден.